# Rhachotropis helleri
Rhachotropis helleri är en kräftdjursart som beskrevs av Boeck 1871. Rhachotropis helleri ingår i släktet Rhachotropis och familjen Eusiridae. Arten är reproducerande i Sverige. Inga underarter finns listade i Catalogue of Life.